# Фосилни бескичмењаци
Фосил бескичмењака (лат. Invertebratа) представља на било који начин конзервисани очврсли остатак бекичмењака, као и остатаке организама, сачуваних у појединим слојевима седиментних стена Земљине коре који су живели у геолошкој прошлости, а који уједно дају податке о даљем развоју органског света. Бескичмењаци спадају међу једне од најбројнијих фосила, којих има ситних, али и врло крупних до 2 m у пречнику. Најстарији потичу пре 570 милиона година, а најмлађи су из историјског периода. Сама фосилизација обухвата све промене на неком организму од његове смрти до коначног формирања фосила. Промене не зависе само од својства организама, него и од саме средине, у којој се врши фосилизација.

## Зглавкари
Међу најстарије фосиле спадају фосили зглавкара (лат. Arthropoda) нађени у стенама из камбријума. Зглавкари (који данас обухватају инсекте, љускаре, пауке и шкорпије) имају чланковите ноге и спољашњи скелет од хитина. У камбријуму ова група је била представљена трилобитима. Појавили су се у ордовицијуму, доживели бујан развој у доњем палеозоику, почели да опадају у девону, а нестали крајем перма. 
Њихово тело је било подељено у велики број чланака. Они су личили на данашње копнене ракове – мокрице. Имали су хитински скелет подељен у 3 дела: 
1. Штит или цефалон са чулним органима и глабелом, једним испупчењем које је покривало мозак.
2. Груди или торакс састављен од зглобљених сегмената од којих је сваки носио по пар ногу.
3. Пигидијум или репни штит

Чланковите ноге служиле су за ходање, дисање или уколико су имале једну палету на крају, за потискивање честица хране према устима.

## Еуриптеридије
Еуриптеридије (лат. Eupterydia) које су биле њихови блиски сродници, живели су краће време, од силура до девона, али су били страх и трепет у морима. Неки облици су имали штипаљке и достизали су дужину од 3m, међутим постојали су облици који су мање или више личили на данашње шкорпије.
Зглавкари су међу првим животињама изашли на копно. Нађено је врло мало фосила копнених зглавкара и зато је њихова еволуција мало позната.

## Мекушци
Друга врло стара група јесу мекушци (лат. Mollusca) постојала је већ у камбријуму. Ради се о главоношцима с неувијеном купастом љуштуром (лат. ortokonus), која није променила свој изглед све до краја карбона. У међувремену појавиле су се и друге врсте главоножаца. Њихова љуштура, која је на почетку била мало увијена, добила је на крају изглед тесно увијене спирале. Ове животиње су личиле на данашњег nautilusa били су преци амонита из мезозоика који су врло бројни у целом свету.

## Развитак корала
Постоји само три категорије корала, а међу њима две постоје само као фосили. 
Прва категорија обухватала је врсте храпавог изгледа. То су углавном биле солитарне животиње које су личиле на морске сасе , али су имале облик купице. Касније су неки од ових корала почели да образују колоније.
Друга категорија или тзв. табуларије која је обухватала извесне колонијалне врсте.
Трећа категорија или тзв. склерактиније која обједињује данашње врсте које граде коралне спрудове.

## Галерија
- Фосили зглавкара Acanthopyge
- Тело фосила Eurypterida
- Фосил зглавкара Stylonurus
- Фосил зглавкара Eurypterus